# 1968 في لبنان
فيما يلي قوائم الأحداث التي وقعت خلال عام 1968 في لبنان.

## سياسة

### انتهاء فترة المنصب
- 1 يناير – جان عزيز نائب في البرلمان اللبناني، وزير العمل والشؤون الاجتماعية.

## أفلام
من الأفلام التي صدرت هذه السنة في لبنان:
- 1 يناير – بنت الحارس من إخراج هنري بركات.

## مواليد

### يناير
- 1 يناير – مروان خير الدين سياسي لبناني.
- 1 يناير – نسيم نصر

### فبراير
- 3 فبراير – مروان خوري

### أبريل
- 1 أبريل – جوليا بطرس مغنية لبنانية.

### مايو
- 5 مايو – أحمد الأسير الحسيني

### أغسطس
- 11 أغسطس – لمياء زيادة
- 14 أغسطس – سناء محيدلي

### سبتمبر
- 14 سبتمبر – آرا ماليكيان موسيقي لبناني.

### أكتوبر
- 1 أكتوبر – سليم وردة
- 16 أكتوبر – وجدي معوض

### نوفمبر
- 17 نوفمبر – نجوى قاسم صحفية لبنانية.

## وفيات

### يناير
- 1 يناير – عبد السلام النابلسي (مواليد 1899) ممثل مصري.